# Llista de medallistes olímpics de gimnàstica (dones)
Aquesta és una llista dels medallistes olímpics de gimnàstica en categoria femenina:

## Medallistes

### Programa actual

#### Gimnàstica artística

##### Exercici complet individual
| Edició               | Or                  | Argent            | Bronze               |
| 1952 Hèlsinki        | Maria Gorokhóvskaia | Nina Botxarova    | Margit Korondi       |
| 1956 Melbourne       | Larissa Latínina    | Ágnes Keleti      | Sofia Muràtova       |
| 1960 Roma            | Larissa Latínina    | Sofia Muràtova    | Polina Astàkhova     |
| 1964 Tòquio          | Věra Čáslavská      | Larissa Latínina  | Polina Astàkhova     |
| 1968 Ciutat de Mèxic | Věra Čáslavská      | Zinaïda Vorónina  | Natàlia Kutxínskaia  |
| 1972 Múnic           | Liudmila Turíxtxeva | Karin Janz        | Tamara Lazakóvitx    |
| 1976 Mont-real       | Nadia Comăneci      | Nel·li Kim        | Liudmila Turíxtxeva  |
| 1980 Moscow          | Ielena Davídova     | Nadia Comăneci    | No es concedí        |
| 1980 Moscow          | Ielena Davídova     | Maxi Gnauck       | No es concedí        |
| 1984 Los Angeles     | Mary Lou Retton     | Ecaterina Szabo   | Simona Păuca         |
| 1988 Seül            | Yelena Shushunova   | Daniela Silivaş   | Svetlana Boguínskaia |
| 1992 Barcelona       | Tetiana Hutsu       | Shannon Miller    | Lavinia Miloşovici   |
| 1996 Atlanta         | Lilia Podkopayeva   | Gina Gogean       | Simona Amânar        |
| 1996 Atlanta         | Lilia Podkopayeva   | Gina Gogean       | Lavinia Miloşovici   |
| 2000 Sydney          | Simona Amânar       | Maria Olaru       | Liu Xuan             |
| 2004 Atenes          | Carly Patterson     | Svetlana Khorkina | Zhang Nan            |
| 2008 Pequín          | Nastia Liukin       | Shawn Johnson     | Yang Yilin           |
| 2012 Londres         | Gabrielle Douglas   | Victoria Komova   | Alia Mustafina       |
| 2016 Rio             | Simone Biles        | Aly Raisman       | Alia Mustafina       |
| 2020 Tòquio          | Sunisa Lee          | Rebeca Andrade    | Anguelina Mélnikova  |
| 2024 París           |                     |                   |                      |

##### Exercici complet per equips
| Edició               | Or | Argent | Bronze |
| 1928 Amsterdam       | Països BaixosEstella Agsteribbe · Jacomina van den Berg · Alida van den Bos · Petronella Burgerhof · Elka de Levie · Helena Nordheim · Ans Polak · Petronella van Randwijk · Hendrika van Rumt · Jud Simons · Jacoba Stelma · Anna van der Vegt | ItàliaBianca Ambrosetti · Lavinia Gianoni · Luigina Giavotti · Virginia Giorgi · Germana Malabarba · Clara Marangoni · Luigina Perversi · Diana Pizzavini · Luisa Tanzini · Carolina Tronconi · Ines Vercesi · Rita Vittadini | Regne UnitAnnie Broadbent · Lucy Desmond · Margaret Hartley · Amy Jagger · Isabel Judd · Jessie Kite · Marjorie Moreman · Edith Pickles · Ethel Seymour · Ada Smith · Hilda Smith · Doris Woods |
| 1932 Los Angeles     | No fou inclòs en el programa olímpic | No fou inclòs en el programa olímpic | No fou inclòs en el programa olímpic |
| 1936 Berlín          | AlemanyaAnita Bärwirth · Erna Bürger · Isolde Frölian · Friedl Iby · Trudi Meyer · Paula Pöhlsen · Julie Schmitt · Käthe Sohnemann | TxecoslovàquiaJaroslava Bajerová · Vlasta Děkanová · Božena Dobešová · Vlasta Foltová · Anna Hřebřinová · Matylda Pálfyová · Zdeňka Veřmiřovská · Marie Větrovská                                                             | HongriaMargit Csillik · Margit Kalocsai · Ilona Madary · Gabriella Mészáros · Margit Nagy · Olga Tőrös · Judit Tóth · Eszter Voit                                                               |
| 1948 Londres         | TxecoslovàquiaZdenka Honsova · Marie Kovarova · Miloslava Misakova · Milena Müllerova · Vera Ruzickova · Olga Silhanova · Bozena Srncova · Zdenka Vermirovska                                                                                   | HongriaEdit Weckinger-Perényi · Mária Zalai · Irén Karcsis-Daruházi · Erzsébet Gulyás · Erzsébet Balázs · Olga Lemhényi · Anna Fehér · Margit Nagy                                                                            | Estats UnitsLadislava Bakanic · Marian Barone · Consetta Caruccio · Dorothy Dalton · Meta Elste · Helen Schifano · Clara Schroth-Lomady · Anita Simonis                                         |
| 1952 Hèlsinki        | Unió SovièticaMaria Gorokhóvskaia · Nina Botxarova · Galina Minaicheva · Galina Urbanovich · Pelagueia Danílova · Galina Shamrai · Medea Dzhugeli · Iekaterina Kalintxuk                                                                        | HongriaMargit Korondi · Ágnes Keleti · Károlyné Perényi · Olga Tass · Károlyné Gulyás · Lászlóne Zalai · Andrea Bodó · Lászlóne Daruházi                                                                                      | TxecoslovàquiaEva Věchtová · Alena Chadimová · Jana Rabasová · Božena Srncová · Hana Bobková · Matylda Šínová · Věra Vančurová · Alena Reichová                                                 |
| 1956 Melbourne       | Unió SovièticaTamara Manina · Larissa Latínina · Sofia Muràtova · Lidia Kalinina · Polina Astàkhova · Liudmila Egorova | HongriaÁgnès Keleti · Margit Korondi · Olga Tass · Alice Kertesz · Andrea Bodo · Karolyne Gulyas | RomaniaGeorgetta Hurmuzachi · Sonia Iovan · Elena Leuşteanu · Elena Mărgărit · Elena Săcalici · Emilia Vatasoiu                                                                                 |
| 1960 Roma            | Unió SovièticaPolina Astàkhova · Lidia Ivanova · Larissa Latínina · Tamara Lyukhina · Sofia Muràtova · Margarita Nikolaeva | TxecoslovàquiaEva Bosáková · Věra Čáslavská · Matylda Matoušková · Hana Růžičková · Ludmila Švédová · Adolfina Tačová | RomaniaAtanasia Ionescu · Sonia Iovan · Elena Leuşteanu · Emilia Lita · Elena Niculescu · Uta Poreceanu                                                                                         |
| 1964 Tòquio          | Unió SovièticaLarissa Latínina · Polina Astàkhova · Tamara Manina · Elena Volchetskaya · Tamara Zamotailova · Ludmila Gromova | TxecoslovàquiaVěra Čáslavská · Jaroslava Sedlackova · Adolfina Tkacikova · Mária Krajčírová · Hana Liskova · Jana Kubickova                                                                                                   | JapóKeiko Ikeda · Toshiko Aihara · Kiyoko Ono · Taniko Nakamura · Hiroko Tsuji · Ginko Chiba |
| 1968 Ciutat de Mèxic | Unió SovièticaLiudmila Turíxtxeva · Zinaïda Vorónina · Larissa Petrik · Liubov Burdà · Olga Karaseva · Natàlia Kutxínskaia | TxecoslovàquiaVěra Čáslavská · Bohumila Rimnacova · Miroslava Sklenickova · Mária Krajčírová · Hana Liskova · Jana Kubickova                                                                                                  | RDAKarin Janz · Erika Zuchold · Maritta Bauerschmidt · Ute Starke · Marianne Noack · Magdalena Schmidt                                                                                          |
| 1972 Múnic           | Unió SovièticaLiudmila Turíxtxeva · Olga Korbut · Tamara Lazakóvitx · Liubov Burdà · Elvira Saadi · Antonina Koshel | RDAKarin Janz · Erika Zuchold · Angelika Hellmann · Irene Abel · Christine Schmitt · Richarda Schmeisser | HongriaIlona Bekesi · Monika Csaszar · Krisztina Medveczky · Aniko Kery · Marta Kelemen · Zsuzsa Nagy                                                                                           |
| 1976 Mont-real       | Unió SovièticaMaria Filatova · Svetlana Grozdova · Nel·li Kim · Olga Korbut · Elvira Saadi · Liudmila Turíxtxeva | RomaniaNadia Comăneci · Mariana Constantin · Georgeta Gabor · Anca Grigoras · Gabriela Trusca · Teodora Ungureanu | RDACarola Dombeck · Gitta Escher · Kerstin Gerschau · Angelika Hellmann · Marion Kische · Steffi Kraker                                                                                         |
| 1980 Moscou          | Unió SovièticaIelena Davídova · Maria Filatova · Nel·li Kim · Yelena Naimushina · Natalia Shaposhnikova · Stella Zakharova | RomaniaNadia Comăneci · Rodica Dunca · Emilia Eberle · Melita Ruhn · Dumitrita Turner · Cristina Elena Grigoraş | RDAMaxi Gnauck · Silvia Hindorff · Steffi Kraker · Katharina Rensch · Karola Sube · Birgit Suss                                                                                                 |
| 1984 Los Angeles     | RomaniaEcaterina Szabo · Laura Cutina · Simona Pauca · Cristina Grigoras · Mihaela Stanulet · Lavinia Agache | Estats UnitsMary Lou Retton · Julianne McNamara · Kathy Johnson · Michelle Dusserre · Tracee Talavera · Pamela Bileck | R.P. de la XinaMa Yanhong · Wu Jiani · Chen Yongyan · Zhou Ping · Zhou Qiurui · Huang Qun |
| 1988 Seül            | Unió SovièticaSvetlana Baitova · Elena Shevchenko · Olga Strazheva · Natalia Laschenova · Svetlana Boguínskaia · Yelena Shushunova | RomaniaCamelia Voinea · Celestina Popa · Eugenia Golea · Gabriela Potorac · Aurelia Dobre · Daniela Silivaş | RDAMartina Jentsch · Gabriele Fahnrich · Ulrike Klotz · Betti Schieferdecker · Dorte Thummler · Dagmar Kersten                                                                                  |
| 1992 Barcelona       | Equip UnificatSvetlana Boguínskaia Tetiana Hutsu Oksana Chusovitina Tatiana Lysenko Elena Grudneva Rozàlia Galíeva | RomaniaLavinia Milosovici · Gina Gogean · Cristina Bontas · Mirela Pasca · Maria Neculita · Vanda Hadarean | Estats UnitsShannon Miller · Kim Zmeskal · Dominique Dawes · Wendy Bruce · Betty Okino · Kerri Strug                                                                                            |
| 1996 Atlanta         | Estats UnitsAmanda Borden · Amy Chow · Dominique Dawes · Shannon Miller · Dominique Moceanu · Jaycie Phelps · Kerri Strug | RússiaElena Dolgopolova · Rozàlia Galíeva · Elena Grosheva · Svetlana Khorkina · Dina Kochetkova · Eugenia Kuznetsova · Oksana Liapina                                                                                        | RomaniaSimona Amanar · Gina Gogean · Ionela Loaies · Alexandra Marinescu · Lavinia Milosovici · Mirela Tugurlan                                                                                 |
| 2000 Sydney          | RomaniaAndreea Raducan · Maria Olaru · Simona Amanar · Loredana Boboc · Andreea Isarescu · Claudia Presacan | RússiaYelena Produnova · Svetlana Khorkina · Yekaterina Lobaznyuk · Elena Zamolodchikova · Anastasiya Kolesnikova · Anna Chepeleva                                                                                            | Estats UnitsAmy Chow · Jamie Dantzscher · Dominique Dawes · Kristen Maloney · Elise Ray · Tasha Schwikert                                                                                       |
| 2004 Atenes          | RomaniaOana Ban · Alexandra Eremia · Cătălina Ponor · Monica Roşu · Nicoleta Daniela Sofronie · Silvia Stroescu | Estats UnitsMohini Bhardwaj · Annia Hatch · Terin Humphrey · Courtney Kupets · Courtney McCool · Carly Patterson | RússiaLudmila Ezhova · Svetlana Khorkina · Maria Krioutchkova · Anna Pavlova · Elena Zamolodchikova · Natalia Ziganchina                                                                        |
| 2008 Pequín          | R.P. de la XinaYang Yilin · Cheng Fei · Jiang Yuyuan · Deng Linlin · He Kexin · Li Shanshan · | Estats UnitsShawn Johnson · Nastia Liukin · Chellsie Memmel · Samantha Peszek · Alicia Sacramone · Bridget Sloan | RomaniaAndreea Acatrinei · Gabriela Drăgoi · Andreea Grigore · Sandra Izbaşa · Steliana Nistor · Anamaria Tămârjan                                                                              |
| 2012 Londres         | Estats UnitsGabrielle Douglas · Mc Kayla Maroney · Alexandra Raisman · Kyla Ross · Jordyn Wieber | RússiaKseniia Afanaseva · Anastasia Grishina · Victoria Komova · Alia Mustafina · Maria Paseka | RomaniaDiana Laura Bulimar · Diana Maria Chelaru · Larisa Andreaa Iordache · Sandra Raluca Izbasa · Cătălina Ponor                                                                              |
| 2016 Rio             | Estats Units Simone Biles · Gabrielle Douglas · Laurie Hernandez · Madison Kocian · Aly Raisman | Rússia Anguelina Mélnikova · Alia Mustafina · Maria Paseka · Daria Spiridonova · Seda Tutkhalyan | R.P. de la Xina Fan Yilin · Mao Yi · Shang Chunsong · Tan Jiaxin · Wang Yan |
| 2020 Tòquio          | ROCLilia Akhaimova Viktoria Listunova Anguelina Mélnikova Vladislava Urazova | Estats Units · Simone Biles · Jordan Chiles · Sunisa Lee · Grace McCallum | Regne UnitJennifer Gadirova · Jessica Gadirova · Alice Kinsella · Amelie Morgan |
| 2024 París           | | | |

##### Barra d'equilibris
| Edició               | Or                  | Argent               | Bronze            |
| 1952 Hèlsinki        | Nina Botxarova      | Maria Gorokhóvskaia  | Margit Korondi    |
| 1956 Melbourne       | Ágnes Keleti        | Eva Bosáková         | No es concedí     |
| 1956 Melbourne       | Ágnes Keleti        | Tamara Manina        | No es concedí     |
| 1960 Roma            | Eva Bosáková        | Larissa Latínina     | Sofia Muràtova    |
| 1964 Tòquio          | Věra Čáslavská      | Tamara Manina        | Larissa Latínina  |
| 1968 Ciutat de Mèxic | Natàlia Kutxínskaia | Věra Čáslavská       | Larissa Petrik    |
| 1972 Múnic           | Olga Korbut         | Tamara Lazakóvitx    | Karin Janz        |
| 1976 Mont-real       | Nadia Comăneci      | Olga Korbut          | Teodora Ungureanu |
| 1980 Moscou          | Nadia Comăneci      | Ielena Davídova      | N. Shaposhnikova  |
| 1984 Los Angeles     | Ecaterina Szabo     | No es concedí        | Kathy Johnson     |
| 1984 Los Angeles     | Simona Păuca        | No es concedí        | Kathy Johnson     |
| 1988 Seül            | Daniela Silivaş     | Yelena Shushunova    | Phoebe Mills      |
| 1988 Seül            | Daniela Silivaş     | Yelena Shushunova    | Gabriela Potorac  |
| 1992 Barcelona       | Tatiana Lysenko     | Shannon Miller       | No es concedí     |
| 1992 Barcelona       | Tatiana Lysenko     | Lu Li                | No es concedí     |
| 1996 Atlanta         | Shannon Miller      | Lilia Podkopayeva    | Gina Gogean       |
| 2000 Sydney          | Liu Xuan            | Yekaterina Lobaznyuk | Yelena Produnova  |
| 2004 Atenes          | Cătălina Ponor      | Carly Patterson      | Alexandra Eremia  |
| 2008 Pequín          | Shawn Johnson       | Nastia Liukin        | Cheng Fei         |
| 2012 Londres         | Deng Linlin         | Sui Lu               | Aly Raisman       |
| 2016 Rio             | Sanne Wevers        | Laurie Hernandez     | Simone Biles      |
| 2020 Tòquio          | Guan Chenchen       | Tang Xijing          | Simone Biles      |
| 2024 París           |                     |                      |                   |

##### Exercici de terra
| Edició               | Or                   | Argent               | Bronze                       |
| 1952 Hèlsinki        | Ágnes Keleti         | Maria Gorokhóvskaia  | Margit Korondi               |
| 1956 Melbourne       | Ágnes Keleti         | No es concedí        | Elena Leuşteanu              |
| 1956 Melbourne       | Larissa Latínina     | No es concedí        | Elena Leuşteanu              |
| 1960 Roma            | Larissa Latínina     | Polina Astàkhova     | Tamara Lyukhina              |
| 1964 Tòquio          | Larissa Latínina     | Polina Astàkhova     | Anikó Jánosi                 |
| 1968 Ciutat de Mèxic | Věra Čáslavská       | No es concedí        | N. Kutxínskaia               |
| 1968 Ciutat de Mèxic | Larissa Petrik       | No es concedí        | N. Kutxínskaia               |
| 1972 Múnic           | Olga Korbut          | Liudmila Turíxtxeva  | Tamara Lazakóvitx            |
| 1976 Mont-real       | Nel·li Kim           | Liudmila Turíxtxeva  | Nadia Comăneci               |
| 1980 Moscou          | Nadia Comăneci       | No es concedí        | Maxi Gnauck N. Shaposhnikova |
| 1980 Moscou          | Nel·li Kim           | No es concedí        | Maxi Gnauck N. Shaposhnikova |
| 1984 Los Angeles     | Ecaterina Szabo      | Julianne McNamara    | Mary Lou Retton              |
| 1988 Seül            | Daniela Silivaş      | Svetlana Boguínskaia | Diana Dudeva                 |
| 1992 Barcelona       | Lavinia Miloşovici   | Henrietta Ónodi      | Cristina Bontas              |
| 1992 Barcelona       | Lavinia Miloşovici   | Henrietta Ónodi      | Tetiana Hutsu                |
| 1992 Barcelona       | Lavinia Miloşovici   | Henrietta Ónodi      | Shannon Miller               |
| 1996 Atlanta         | Lilia Podkopayeva    | Simona Amânar        | Dominique Dawes              |
| 2000 Sydney          | Elena Zamolodchikova | Svetlana Khorkina    | Simona Amânar                |
| 2004 Atenes          | Cătălina Ponor       | Daniela Şofronie     | Patricia Moreno              |
| 2008 Pequín          | Sandra Izbasa        | Shawn Johnson        | Nastia Liukin                |
| 2012 Londres         | Aly Raisman          | Cătălina Ponor       | Alia Mustafina               |
| 2016 Rio             | Simone Biles         | Aly Raisman          | Amy Tinkler                  |
| 2020 Tòquio          | Jade Carey           | Vanessa Ferrari      | Anguelina Mélnikova          |
| 2020 Tòquio          | Jade Carey           | Vanessa Ferrari      | Mai Murakami                 |
| 2024 París           |                      |                      |                              |

##### Barres asimètriques
| Edició               | Or                | Argent              | Bronze            |
| 1952 Hèlsinki        | Margit Korondi    | Maria Gorokhóvskaia | Ágnes Keleti      |
| 1956 Melbourne       | Ágnes Keleti      | Larissa Latínina    | Sofia Muràtova    |
| 1960 Roma            | Polina Astàkhova  | Larissa Latínina    | Tamara Lyukhina   |
| 1964 Tòquio          | Polina Astàkhova  | Katalin Makray      | Larissa Latínina  |
| 1968 Ciutat de Mèxic | Věra Čáslavská    | Karin Janz          | Zinaïda Vorónina  |
| 1972 Múnic           | Karin Janz        | Olga Korbut         | No es concedí     |
| 1972 Múnic           | Karin Janz        | Erika Zuchold       | No es concedí     |
| 1976 Mont-real       | Nadia Comăneci    | Teodora Ungureanu   | Marta Egervari    |
| 1980 Moscou          | Maxi Gnauck       | Emilia Eberle       | Maria Filatova    |
| 1980 Moscou          | Maxi Gnauck       | Emilia Eberle       | Steffi Kraker     |
| 1980 Moscou          | Maxi Gnauck       | Emilia Eberle       | Melita Ruhn       |
| 1984 Los Angeles     | Ma Yanhong        | No es concedí       | Mary Lou Retton   |
| 1984 Los Angeles     | Julianne McNamara | No es concedí       | Mary Lou Retton   |
| 1988 Seül            | Daniela Silivaş   | Dagmar Kersten      | Yelena Shushunova |
| 1992 Barcelona       | Lu Li             | Tetiana Hutsu       | Shannon Miller    |
| 1996 Atlanta         | Svetlana Khorkina | Bi Wenjing          | No es concedí     |
| 1996 Atlanta         | Svetlana Khorkina | Amy Chow            | No es concedí     |
| 2000 Sydney          | Svetlana Khorkina | Ling Jie            | Yun Yang          |
| 2004 Atenes          | Émilie Le Pennec  | Terin Humphrey      | Courtney Kupets   |
| 2008 Pequín          | He Kexin          | Nastia Liukin       | Yang Yilin        |
| 2012 Londres         | Alia Mustafina    | He Kexin            | Elizabeth Tweddle |
| 2016 Rio             | Alia Mustafina    | Madison Kocian      | Sophie Scheder    |
| 2020 Tòquio          | Nina Derwael      | Anastasia Ilyankova | Sunisa Lee        |
| 2024 París           |                   |                     |                   |

##### Salt sobre cavall
| Edició               | Or                    | Argent              | Bronze             |
| 1952 Hèlsinki        | Iekaterina Kalintxuk  | M. Gorokhóvskaia    | Galina Minaicheva  |
| 1956 Melbourne       | Larissa Latínina      | Tamara Manina       | Olga Tass          |
| 1956 Melbourne       | Larissa Latínina      | Tamara Manina       | Ann-Sofi Colling   |
| 1960 Roma            | Margarita Nikolaeva   | Sofia Muràtova      | Larissa Latínina   |
| 1964 Tòquio          | Věra Čáslavská        | Larissa Latínina    | No es concedí      |
| 1964 Tòquio          | Věra Čáslavská        | Birgit Radochla     | No es concedí      |
| 1968 Ciutat de Mèxic | Věra Čáslavská        | Erika Zuchold       | Zinaïda Vorónina   |
| 1972 Múnic           | Karin Janz            | Erika Zuchold       | L. Turíxtxeva      |
| 1976 Mont-real       | Nel·li Kim            | Liudmila Turíxtxeva | No es concedí      |
| 1976 Mont-real       | Nel·li Kim            | Carola Dombeck      | No es concedí      |
| 1980 Moscou          | Natalia Shaposhnikova | Steffi Kraker       | Melita Ruhn        |
| 1984 Los Angeles     | Ecaterina Szabo       | Mary Lou Retton     | Lavinia Agache     |
| 1988 Seül            | Svetlana Boguínskaia  | Gabriela Potorac    | Daniela Silivaş    |
| 1992 Barcelona       | Lavinia Miloşovici    | No es concedí       | Tatiana Lysenko    |
| 1992 Barcelona       | Henrietta Ónodi       | No es concedí       | Tatiana Lysenko    |
| 1996 Atlanta         | Simona Amânar         | Mo Huilan           | Gina Gogean        |
| 2000 Sydney          | Elena Zamolodchikova  | Andreea Răducan     | Y. Lobaznyuk       |
| 2004 Atenes          | Monica Roşu           | Annia Hatch         | Anna Pavlova       |
| 2008 Pequín          | Hong Un Jong          | Oksana Chusovitina  | Cheng Fei          |
| 2012 Londres         | Sandra Izbașa         | McKayla Maroney     | Maria Paseka       |
| 2016 Rio             | Simone Biles          | Maria Paseka        | Giulia Steingruber |
| 2020 Tòquio          | Rebeca Andrade        | MyKayla Skinner     | Yeo Seo-jeong      |
| 2024 París           |                       |                     |                    |

#### Gimnàstica rítmica

##### Exercici complet individual
| Edició           | Or                   | Argent            | Bronze               |
| 1984 Los Angeles | Lori Fung            | Doina Staiculescu | Regina Weber         |
| 1988 Seül        | Marina Lobatch       | Adriana Dunavska  | Olexandra Tymoshenko |
| 1992 Barcelona   | Olexandra Tymoshenko | Carolina Pascual  | Oxana Skaldina       |
| 1996 Atlanta     | E. Serebrianskaya    | Yana Batyrshina   | Elena Vitrichenko    |
| 2000 Sydney      | Yulia Barsukova      | Yulia Raskina     | Alina Kabàieva       |
| 2004 Atenes      | Alina Kabàieva       | Irina Tchachina   | Hanna Bezsònova      |
| 2008 Pequín      | Ievguénia Kanàieva   | Inna Zhukova      | Hanna Bezsònova      |
| 2012 Londres     | Ievguénia Kanàieva   | Daria Dmitrieva   | Liubou Charkashyna   |
| 2016 Rio         | Margarita Mamun      | Yana Kudryavtseva | Ganna Rizatdinova    |
| 2020 Tòquio      | Linoy Ashram         | Dina Averina      | Alina Harnasko       |
| 2024 París       |                      |                   |                      |

##### Exercici complet per equips
| Edició       | Or | Argent | Bronze |
| 1996 Atlanta | EspanyaMarta Baldó · Núria Cabanillas · Estela Giménez · Lorena Guréndez · Tania Lamarca · Estíbaliz Martínez               | BulgàriaIna Deltcheva · Valentina Kevlian · Maria Koleva · Maja Tabakova · Ivelina Taleva · Viara Vatachka                        | RússiaEvguenia Botchkareva · Olga Chtyrenko · Irina Dziouba · Angelina Iouchkova · Ioulia Ivanova · Elena Krivochei         |
| 2000 Sydney  | RússiaIrina Belova · Yelena Chalamova · Natalia Lavrova · Mariya Netesova · Vyera Shimanskaya · Irina Zilber                | BelarúsTatyana Ananko · Tatyana Belan · Anna Glazkova · Irina Ilyenkova · Maria Lazuk · Olga Puzhevich                            | GrèciaEirini Aindili · Evangelia Christodoulou · Maria Georgatou · Zacharoula Karyami · Charikleia Pantazi · Anna Pollatou  |
| 2004 Atenes  | RússiaOlesia Beluguina · Olga Glatskikh · Tatiana Kurbakova · Natalia Lavrova · Ielena Possévina · Elena Murzina            | ItàliaElisa Blanchi · Fabrizia D'Ottavio · Marinella Falca · Daniela Masseroni · Elisa Santoni · Laura Vernizzi                   | BulgàriaZhaneta Ilieva · Eleonora Kezhova · Zornitsa Marinova · Kristina Ranguelova · Galina Tancheva · Vladislava Tancheva |
| 2008 Pequín  | RússiaMargarita Aliychuk · Anna Gavrilenko · Tatiana Gorbunova · Ielena Possévina · Daria Shkurikhina · Natalia Zuyeva      | R.P. de la XinaCai Tongtong · Chou Tao · Lu Yuanyang · Ma Jiawei · Sui Jianshuang · Sun Dan · Zhang Shuo                          | BelarúsOlesya Babushkina · Anastasia Ivankova · Ksenia Sankovich · Zinaïda Lunina · Glafira Martinovich · Alina Tumilovich  |
| 2012 Londres | RússiaKsenia Dudkina · Alina Makarenko · Uliana Donskova · Anastasia Bliznyuk · Karolina Sevastyanova · Anastasia Nazarenko | BelarúsMaryna Hancharova · Anastasiya Ivankova · Nataliya Leshchyk · Aliaksandra Narkevich · Kseniya Sankovich · Alina Tumilovich | ItàliaElisa Blanchi · Romina Laurito · Marta Pagnini · Elisa Santoni · Anzhelika Savrayuk · Andreea Stefanescu              |
| 2016 Rio     | RússiaVera Biriukova · Anastasia Bliznyuk · Anastasia Maksimova · Anastasiia Tatareva · Maria Tolkacheva                    | EspanyaSandra Aguilar · Artemi Gavezou · Elena López · Lourdes Mohedano · Alejandra Quereda                                       | BulgàriaReneta Kamberova · Lyubomira Kazanova · Mihaela Maevska-Velichkova · Tsvetelina Naydenova · Hristiana Todorova      |
| 2020 Tòquio  | BulgàriaSimona Dyankova · Stefani Kiryakova · Madlen Radukanova · Laura Traets · Erika Zafirova                             | ROCAnastasiia Bliznyuk Anastasiia Maksimova Angelina Shkatova Anastasiia Tatareva Alisa Tishchenko                                | ItàliaMartina Centofanti · Agnese Duranti · Alessia Maurelli · Daniela Mogurean · Martina Santandrea                        |
| 2024 París   | | | |

#### Gimnàstica de trampolí

##### Exercici individual
| Edició       | Or                  | Argent            | Bronze           |
| 2000 Sydney  | Irina Karavayeva    | Oksana Tsyhulyeva | Karen Cockburn   |
| 2004 Atenes  | Anna Dogonadze      | Karen Cockburn    | Huang Shanshan   |
| 2008 Pequín  | He Wenna            | Karen Cockburn    | Ekaterina Khilko |
| 2012 Londres | Rosannagh MacLennan | Huang Shanshan    | He Wenna         |
| 2016 Rio     | Rosannagh MacLennan | Bryony Page       | Li Dan           |
| 2020 Tòquio  | Zhu Xueying         | Liu Lingling      | Bryony Page      |
| 2024 París   |                     |                   |                  |

### Programa eliminat

#### Gimnàstica artística

##### Concurs per aparells
| Edició         | Or | Argent | Bronze |
| 1952 Hèlsinki  | Suècia Karin Lindberg · Gun Röring · Evy Berggren · Göta Pettersson · Ann Pettersson · Ingrid Sandahl · Hjördis Nordin · Vanja Blomberg | Unió SovièticaMaria Gorokhóvskaia · Nina Botxarova · Galina Minaicheva · Galina Urbanovich · Pelagueia Danílova · Galina Shamrai · Medea Dzhugeli · Iekaterina Kalintxuk | HongriaMargit Korondi · Ágnes Keleti · Károlyné Perényi · Olga Tass · Károlyné Gulyás · Lászlóne Zalai · Andrea Bodó · Lászlóne Daruházi |
| 1956 Melbourne | HongriaÁgnès Keleti · Margit Korondi · Olga Tass · Alice Kertesz · Andrea Bodo · Karolyne Gulyas                                        | Suècia Ann Pettersson · Eva Rönström · Doris Hedberg · Karin Lindberg · Evy Berggren · Maude Karlén                                                                      | Unió SovièticaTamara Manina · Larissa Latínina · Sofia Muràtova · Lidia Kalinina · Polina Astàkhova · Liudmila Egorova                   |
| 1956 Melbourne | HongriaÁgnès Keleti · Margit Korondi · Olga Tass · Alice Kertesz · Andrea Bodo · Karolyne Gulyas                                        | Suècia Ann Pettersson · Eva Rönström · Doris Hedberg · Karin Lindberg · Evy Berggren · Maude Karlén                                                                      | PolòniaHelena Rakoczy · Natalia Kot · Danuta Nowak · Dorota Horzonek · Barbara Wilk · Lidia Szczerbińska                                 |